# Via Cecília
La via Cecília (en llatí via Caecilia) era una antiga via romana que sortia de la via Salària a uns 35 km. de Roma i anava per Amiternum fins a la costà Adriàtica, passant probablement per Adria. tenia una branca que anava fins a Interamna Praetutia (Teramo), i des d'allí probablement a Castrum Novum (Giulianova), a uns 150 km. de Roma.
Probablement la va construir Luci Cecili Metel Diademat durant el seu consolat l'any 117 aC.